# طنج (لعبة)

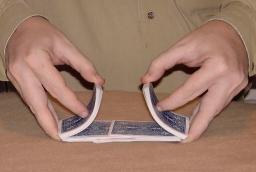

طنج، هي لعبة ورق للاعبين من عائلة سوليتير.
يتم لعبها بطابقين من 52 ورقة لعب قياسية.
إنها تشبه إلى حد كبير لعبة السوليتير المزدوج.
هدف طنج مثل العديد من ألعاب الورق، هو التخلص من ثمانية وأربعين بطاقة قبل أن يتمكن خصمك من التخلص من بطاقاتهم.
في الوقت نفسه، يلزم بناء «أكوام» من البذلات، من Ace إلى King ، في وسط اللوحة.
إذا تم كسر قاعدة تتعلق بوضع الأكوام، يجوز للخصم استدعاء «طنج!» لإنهاء دور المرء.

## اسم
ومن المعروف أيضا باسم crapette أو crapot في البرازيل، والبرتغال، وcrapette في فرنسا (crapat هو بريتون للسلم)، وكما tunj في الشرق الأوسط ((بالعربية: طنج) ، والترجمات الأخرى هي تونج، تونج، تونجي).